# بهادرستان (مقاطعة فراهان)
بهادرستان (بالفارسية: بهادرستان) هي قرية تقع في مركزي في إيران. يقدر عدد سكانها بـ 291 نسمة بحسب إحصاء 2016.